# Sylhet
Sylhet (tiếng Sylhet: ꠍꠤꠟꠐ, tiếng Bengal: সিলেট) là một thành phố nằm ở đông bắc Bangladesh. Đây là trung tâm hành chính phân khu Sylhet. Thành phố nằm bên bờ đông sông Surma, có khí hậu cận nhiệt đới với địa thế cao nguyên. Thành phố có dân số hơn nửa triệu người. Sylhet là một trung tâm tín ngưỡng, văn hóa lớn của Bangladesh; chỉ đứng sau, Dhaka và Chittagong về tầm quan trọng với nền kinh tế.
Vùng ngoại biên thung lũng là khu vực sản xuất khí tự nhiên và dầu lớn nhất Bangladesh. Nó còn là nơi sản xuất nhiều trà nhất đất nước. Một bộ phận lớn kiều dân Bangladesh ở Anh Quốc và Hoa Kỳ xuất thân từ Sylhet.